# Benjamin Baillaud
Édouard Benjamin Baillaud (Chalon-sur-Saône, 14 de fevereiro de 1848 – Toulouse, 8 de julho de 1934) foi um astrônomo francês.
Entre os cargos que ocupou destacam-se o de diretor do Observatório de Paris, presidente fundador do Escritório Internacional da Hora e da União Astronómica Internacional.